# Curly Strings
Curly Strings – estoński zespół muzyczny założony w 2013 roku, grający muzykę folkową.

## Historia zespołu
Zespół Curly Strings został założony w 2013 roku. 18 kwietnia 2014 roku ukazała się debiutancka płyta studyjna zespołu zatytułowana Üle ilma. W styczniu 2015 roku grupa odebrała nagrody na gali Estonian Music Awards 2015 (est. Eesti Muusikaauhinnad) za wygraną w kategoriach: „Debiutant roku”, „Zespół roku”, „Album roku” (za płytę pt. Üle ilma) i „Piosenka roku” (za utwór „Kauges külas”). 
10 lipca 2015 roku premierę miał ich minialbum zatytułowany Elumäng. Na EP-ce znalazł się singiel „Kuule, mees!”. W tym samym roku grupa odebrała nagrodę na gali Estonian Ethno Music Awards 2015 w kategorii „Nowy artysta nu-folkowy”. W grudniu wydali nowy singiel – „Muu ei loe”. W 2016 roku otrzymali pierwszą nagrodę na festiwalu European World of Bluegrass 2016.

## Skład zespołu
- Eeva Talsi – skrzypce, główny wokal
- Taavet Niller – kontrabas, śpiew
- Jaan Jaago – gitara, śpiew
- Villu Talsi – mandolina, śpiew

## Dyskografia

### Albumy studyjne
- Üle ilma (2014)
- Lastele (2020)

### Minialbumy (EP)
- Elumäng (2015)